# Lista över mottagare av Viktoriakorset under Sepoyupproret
Följande 182 brittiska militärer tilldelades Viktoriakorset för visad tapperhet under sepoyupproret i Indien 1857-1858.
| - Henry Addison - 1859; Kurrereah - Frederick Robertson Aikman - 1858; Amethi - Robert Hope Moncrieff Aitken - 1857; Lucknow - Charles Anderson - 1858; Sundeela, Oudh - Augustus Henry Archibald Anson - 1857; Bulandshehar - Charles George Baker - 1858; Suhejnee, Bengalen - Valentine Bambrick - 1858; Bareilly - William George Hawtry Bankes - 1858; Lucknow - James Blair - 1857; Neemuch - Robert Blair - 1857; Bulandshehar - Andrew Cathcart Bogle - 1857; Oonao - Abraham Boulger - 1857; Lucknow - William Bradshaw - 1857; Lucknow - Joseph Charles Brennan - 1858; Jhansi - Francis David Millet Brown - 1857; Narnoul - Samuel James Browne - 1858; Seerporah - John Buckley - 1857; Delhi - Thomas Adair Butler - 1858; Lucknow - James Byrne - 1858; Jhansi - Thomas Cadell - 1857; Delhi - William Martin Cafe - 1858; Fort Ruhya - Aylmer Spicer Cameron - 1858; Kotah - Patrick Carlin - 1858; Azumgurh - James Champion - 1858; Bijapur - George Bell Chicken - 1858; Suhejnee, Bengalen - Herbert Mackworth Clogstoun - 1859; Chichumbah - Hugh Stewart Cochrane - 1858; Jhansi - William Connolly - 1857; Jhelum - Walter Cook - 1859; Maylah Ghat - Cornelius Coughlan - 1857; Delhi - Joseph Petrus Hendrik Crowe - 1857; Boursekee Chowkee - William George Cubitt - 1857; Chinhut - John Charles Campbell Daunt - 1857; Chota Behar - James Davis - 1858; Fort Ruhya - Denis Dempsey - 1857; Lucknow - Bernard Diamond - 1857; Bulandshehar - John Divane - 1857; Delhi - Patrick Donohoe - 1857; Bulandshehar - William Dowling - 1857; Lucknow - Thomas Duffy - 1857; Lucknow - John Dunlay (eller Dunley, Dunlea) - 1857; Lucknow - Denis Dynon - 1857; Chota Behar - Francis Edward Henry Farquharson - 1858; Lucknow - Alfred Kirke Ffrench - 1857; Lucknow - Richard Fitzgerald - 1857; Bulandshehar - Thomas Flinn - 1857; Cawnpore - George Forrest - 1857; Delhi - Charles Craufurd Fraser - 1858; River Raptee - John Freeman - 1857; Agra - William Gardner - 1858; Bareilly - Stephen Garvin - 1857; Delhi - Peter Gill - 1857; Benares - William Goat - 1858; Lucknow - Charles Augustus Goodfellow - 1859; Fort of Beyt - Henry George Gore-Browne - 1857; Lucknow - Charles John Stanley Gough - 1857; Khurkowdah - Hugh Henry Gough - 1857; Alumbagh - Patrick Graham - 1857; Lucknow - Peter Grant - 1857; Lucknow - Robert Grant - 1857; Alumbagh - Patrick Green - 1857; Delhi - John Christopher Guise - 1857; Lucknow - Thomas Bernard Hackett - 1857; Lucknow | - William Hall - 1857; Lucknow - Thomas Hancock - 1857; Delhi - Hastings Edward Harington - 1857; Lucknow - John Harrison - 1857; Lucknow - Henry Hartigan - 1857; Slaget vid Badle-ke-Serai - Henry Marsham Havelock - 1857; Cawnpore - David Hawkes - 1858; Lucknow - Robert Hawthorne - 1857; Delhi - Alfred Spencer Heathcote - 1857; Delhi - Clement Walker Heneage - 1858; Gwalior - Samuel Hill - 1857; Lucknow - James Hills - 1857; Delhi - George Hollis - 1858; Gawlior - James Hollowell - 1857; Lucknow - Joel Holmes - 1857; Lucknow - Anthony Dickson Home - 1857; Lucknow - Duncan Charles Home - 1857; Delhi - James John McLeod Innes - 1858; Sultanpore - Charles Irwin - 1857; Lucknow - Hanson Chambers Taylor Jarrett - 1858; Baroun - Joseph Jee - 1857; Lucknow - Edward Jennings - 1857; Lucknow - Henry Edward Jerome - 1858; Jhansi - Alfred Stowell Jones - 1857; Delhi - Thomas Henry Kavanagh - 1857; Lucknow - Richard Harte Keatinge - 1858; Chundairee - Robert Kells - 1857; Bulandshehar - James Kenny - 1857; Lucknow - William Alexander Kerr - 1857; Kolahpur - John Kirk - 1857; Benares - George Lambert - 1857; Oonao - Thomas Laughnan - 1857; Lucknow - Samuel Hill Lawrence - 1857; Lucknow - James Leith - 1858; Betwa - Harry Hammon Lyster - 1858; Calpee - David MacKay - 1857; Lucknow - Herbert Taylor MacPherson - 1857; Lucknow - Patrick Mahoney - 1857; Mungulwar - Ross Lowis Mangles - 1857; Arrah - Francis Cornwallis Maude - 1857; Lucknow - Arthur Mayo - 1857; Dacca - William McBean - 1858; Lucknow - William Fraser McDonell - 1857; Arrah - John McGovern - 1857; Delhi - James McGuire - 1857; Delhi - Patrick McHale - 1857; Lucknow - Hugh McInnes - 1857; Lucknow - Peter McManus - 1857; Lucknow - Valentine Munbee McMaster - 1857; Lucknow - Stewart McPherson - 1857; Lucknow - Bernard McQuirt - 1858; Rowa - Duncan Millar (eller Miller) - 1859; Maylah Ghat - James Miller - 1857; Fatehpur - Thomas Monaghan - 1858; Jamo - George Monger - 1857; Lucknow - Samuel Morley - 1858; Azumgurh | - James Munro - 1857; Lucknow - Michael Murphy - 1858; Azumgurh - Patrick Mylott - 1857; Lucknow - William Napier - 1858; Azumgurh - William Nash - 1858; Lucknow - Robert Newell - 1858; Lucknow - William Olpherts - 1857; Lucknow - William Oxenham - 1857; Lucknow - James Park - 1857; Lucknow - John Paton - 1857; Lucknow - James Pearson - 1858; Jhansi - John Pearson - 1858; Gwalior - Everard Aloysius Lisle Phillipps - 1857; Delhi - Harry North Dalrymple Prendergast - 1857; Mundisore - Dighton MacNaghton Probyn - 1857; Slaget vid Agra 1857 - John Purcell - 1857; Delhi - Charles Pye - 1857; Lucknow - William Raynor - 1857; Delhi - Herbert Taylor Reade - 1857; Delhi - William Rennie - 1857; Lucknow - George Alexander Renny - 1857; Delhi - George Richardson - 1859; Kewane Trans-Gogra - Frederick Sleigh Roberts - 1858; Khodagunge - James Reynolds Roberts - 1857; Bulandshehar - Edward Robinson - 1858; Lucknow - Patrick Roddy - 1858; Kuthirga - George Rodgers - 1858; Marar - Matthew Rosamund - 1857; Benares - David Rushe - 1858; Lucknow - John Ryan - 1857; Lucknow - Miles Ryan - 1857; Delhi - Philip Salkeld - 1857; Delhi - Nowell Salmon - 1857; Lucknow - Same (John) Shaw - 1858; Lucknow - Robert Haydon Shebbeare - 1857; Delhi - John Simpson - 1858; Fort Ruhya - John Sinnott - 1857; Lucknow - Michael Sleavon - 1858; Jhansi - Henry Smith - 1857; Delhi - J. Smith - 1857; Lucknow - John Smith - 1857; Delhi - David Spence - 1858; Shunsabad - Edward Spence - 1858; Fort Ruhya - William George Drummond Stewart - 1857; Lucknow - William Sutton - 1857; Delhi - Edward Talbot Thackeray - 1857; Delhi - Jacob Thomas - 1857; Lucknow - Alexander Thompson - 1858; Fort Ruhya - James Thompson - 1857; Lucknow - Henry Tombs - 1857; Delhi - James Travers - 1857; Indore - Samuel Turner - 1857; Delhi - John Adam Tytler - 1858; Choorpoorah - Richard Wadeson - 1857; Delhi - George Waller - 1857; Delhi - William Francis Frederick Waller - 1858; Gwalior - Henry Ward - 1857; Lucknow - Joseph Ward - 1858; Gwalior - John Watson - 1857; Lucknow - Frederick Whirlpool - 1858; Jhansi - Henry Wilmot - 1858; Lucknow - Henry Evelyn Wood - 1858; Sinwaho - Thomas James Young - 1857; Lucknow |